# Rohrrakete

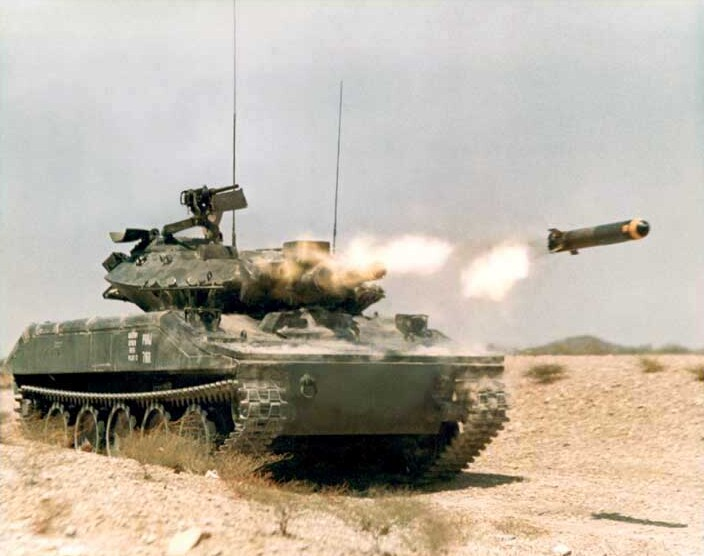
Ein Sheridan feuert eine Shillelagh ab

Als Rohrrakete bezeichnete die Nationale Volksarmee der DDR Panzerabwehrlenkraketen, die aus Panzer- oder Panzerabwehrkanonen verschossen wurden.
Diese Art der Bewaffnung findet sich hauptsächlich bei in der Sowjetunion oder Russland entwickelten Kampfpanzern. Es existieren verschiedene Ausführungen für gezogene oder Glattrohrkanonen sowie in den unterschiedlichen Kalibern der Kanonen.

## Aufgabe
Rohrraketen dienen der Erhöhung der effektiven Kampfreichweite eines Kampfpanzers auf 5000 bis 8000 m.

## Funktion
Die Rohrraketen werden wie normale Munition geladen. Zu diesem Zweck sind sie so konstruiert, dass sie äußerlich der jeweiligen Panzermunition gleichen. Anstelle der normal starken Treibladung wird eine wesentlich schwächere Ladung verwendet, die lediglich die Aufgabe hat, die Rakete aus dem Geschützrohr auszustoßen. Nach dem Ausstoß klappen die Steuerflächen aus und es zündet der Raketenmotor, der die Rakete auf Marschgeschwindigkeit beschleunigt. Wenn die Rakete nach dem Ausbrennen des Triebwerkes noch kein Ziel getroffen hat, zerstört sie sich in der Regel selbst.

### Steuerung
Die Raketen werden mit unterschiedlichen Steuerungssystemen ins Ziel gelenkt, bisherige Rohrraketen tun dies auf halbaktive Weise. Sowjetisch/russische Rohrraketen nutzen die Leitstrahllenkung, das heißt, sie „reiten“ auf einem Laserstrahl. Dazu muss das Ziel von der Feuerleitanlage des Kampfpanzers für die Dauer bis zum Einschlag der Rakete beleuchtet werden. Die halbautomatisch gesteuerte US-amerikanische MGM-51 Shillelagh folgt dem SACLOS-Prinzip. Dabei visiert der Richtschütze das Ziel an und behält es bis zum Aufschlag im Fadenkreuz. Die Feuerleitanlage berechnet die notwendigen Korrekturen der Flugbahn und übermittelt sie per Infrarot an die Rakete.

### Zweiteilige Munition
Bei Panzern sowjetisch/russischer Bauart mit 125-mm-Glattrohrkanonen wird geteilte Munition verwendet, das heißt, Granate und Treibladung werden separat im Ladeautomat aufbewahrt und beim Laden nacheinander ins Rohr geschoben. Dementsprechend sind Rohrraketen für dieses System ebenfalls geteilt, da sie anderenfalls nicht in den Ladeautomaten passen würden.

## Beispiele
| Geschützbezeichnung | Rohrtyp | Kaliber (mm) | Lenkwaffe          |
| ------------------- | ------- | ------------ | ------------------ |
| D-10T               | gezogen | 100          | 9K116-1 „Bastion“  |
| MT-12               | glatt   | 100          | 9K116 Kastet       |
| U-5TS               | glatt   | 115          | 9K116-2 Scheksna   |
| D-81                | glatt   | 125          | 9K112 Kobra        |
| D-81 (T-72)         | glatt   | 125          | 9K119 Swir         |
| D-81 (T-80)         | glatt   | 125          | 9K119 Refleks      |
| PAK 2A45 Sprut      | glatt   | 125          | 9K119 Refleks      |
| D-81 (T-90)         | glatt   | 125          | 9K119M „Refleks-M“ |
| M81                 | gezogen | 152          | MGM-51 Shillelagh  |
| L7                  | gezogen | 105          | LAHAT              |
| Rh-120              | glatt   | 120          | LAHAT              |

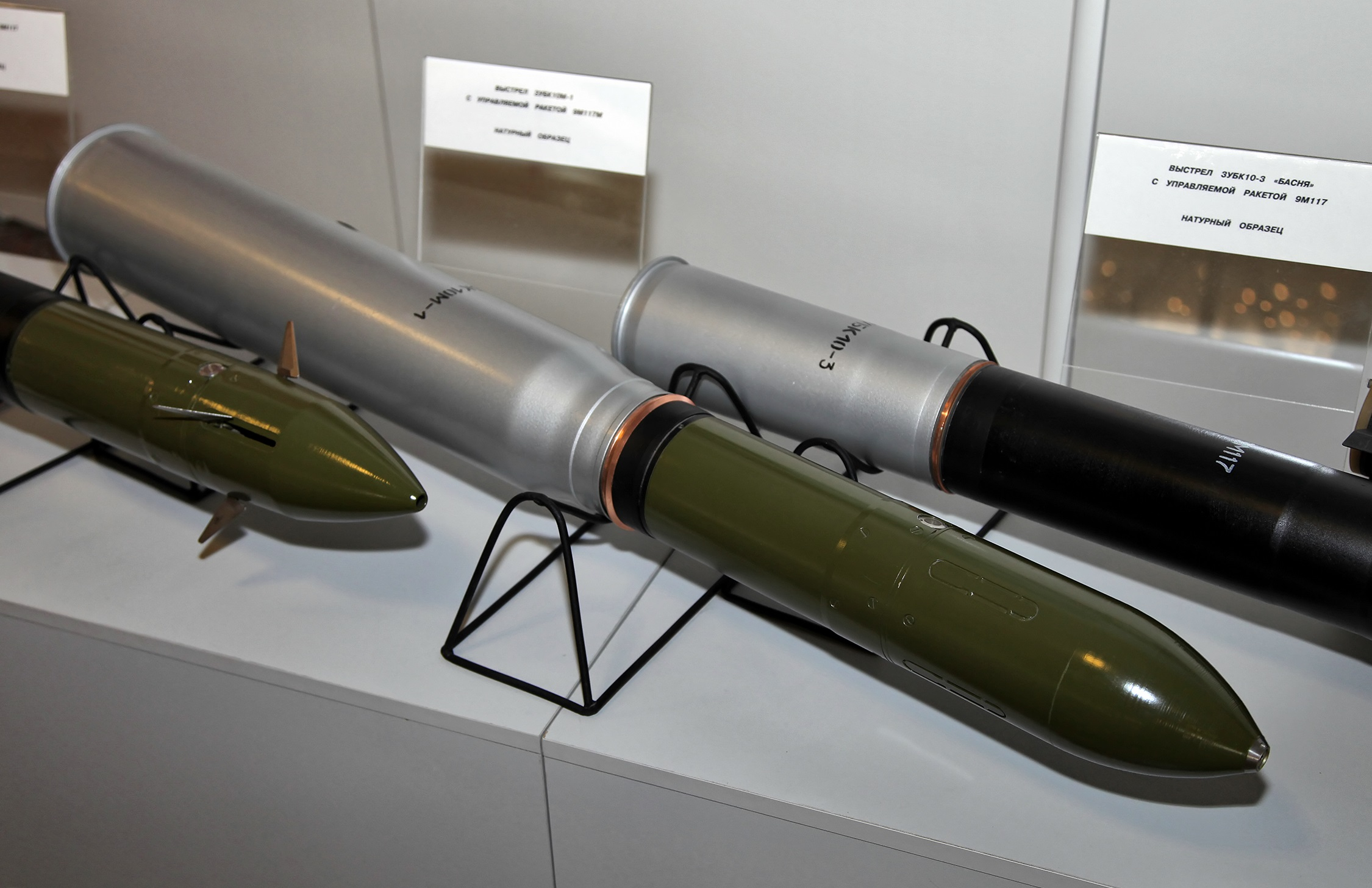
100-mm-Granatpatrone 3UBK10M-1 mit Rohrrakete 9M117M (System 9K116 „Kastet“)
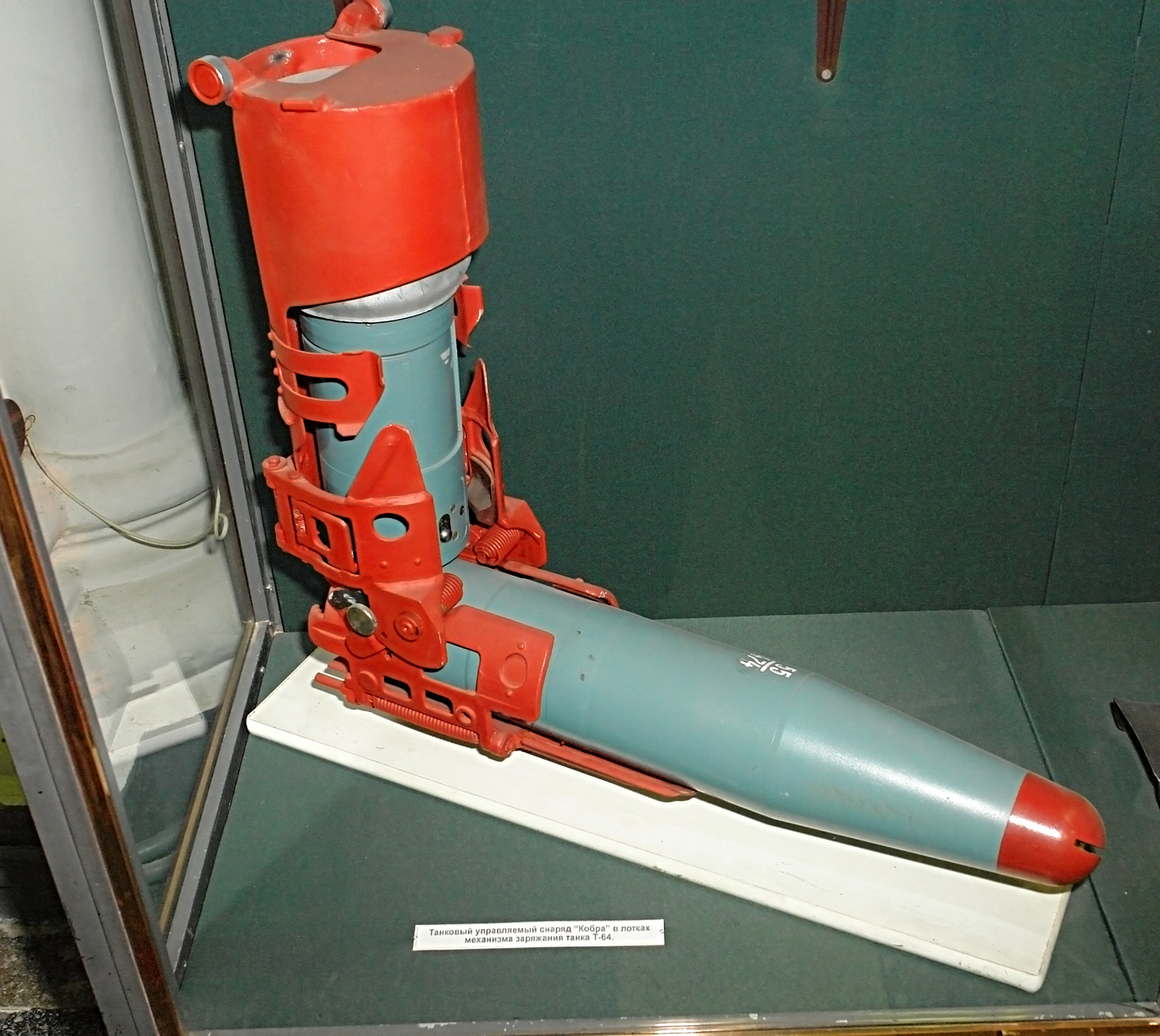
125-mm-Munition mit Rohrrakete 9M112 „Kobra“ in Magazinposition